# RepRap

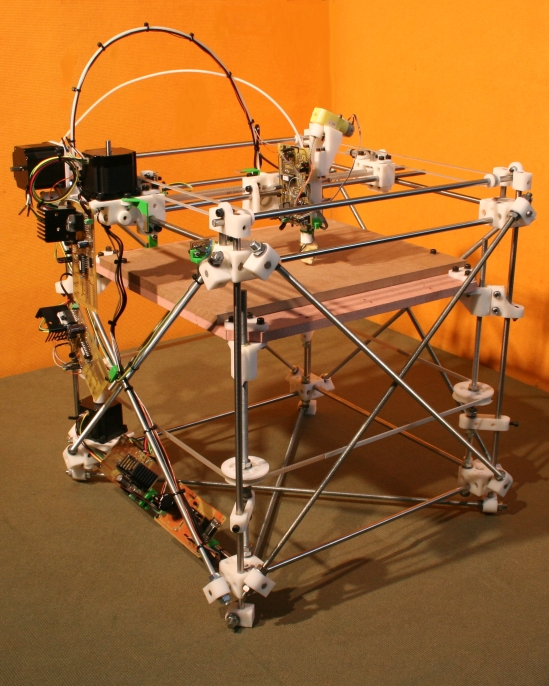
RepRap Version 1.0 (Darwin)

RepRap (Replicating Rapid-prototyper) ist der Name eines 3D-Druckers, der für das Rapid Prototyping und Rapid Manufacturing verwendet werden kann, sowie die Bezeichnung für das zugehörige Projekt.
Der RepRap ist seine Grundidee, einen 3D-Drucker zu entwickeln, der radikal auf Offenheit und Replizierbarkeit ausgelegte ist. Die Pläne für das Gerät sowie die benötigte Software sind frei unter der GNU General Public License verfügbar. Des Weiteren können alle aus Kunststoff bestehenden Bauteile des RepRap durch diesen selbst hergestellt werden (Autoreplikation), sodass in der Theorie jede Person mit genug Erfahrung und Ressourcen den 3D-Drucker selbstständig nachbauen und beliebig modifizieren kann.

## Die Idee
Adrian Bowyer erfand und entwickelte die Idee des RepRap und hat diese ausführlich 2004 online dokumentiert.
Seine Konstruktionen stellte er unter die GNU General Public License mit dem Ziel, eine möglichst weite Verbreitung zu erreichen. Die reinen Materialkosten für die erste Version des RepRap beliefen sich auf etwa 500 € (nicht inflationsbereinigt). Damit soll die Maschine für möglichst viele Menschen bau- und nutzbar sein.
Ein weiterer wichtiger Aspekt seiner Philosophie ist die Replizierbarkeit der Konstruktion. Zumindest unter europäischem Patentrecht ist der Nachbau auch patentierter Konstruktionen für den Eigenbedarf erlaubt, daher ist für den Selbstbauer ein Konflikt des ausschließlich aus selbstgedruckten Teilen und Standardteilen (z. B. Schrauben) zusammengesetzten Druckers mit eventuell vorhandenen Patenten von vornherein ausgeschlossen. Replizierbarkeit erlaubt auch, bei der Herstellung des Kind-Druckers kleinere Änderungen einfach und schnell einzubringen, so dass eine Weiterentwicklung ähnlich der biologischen Evolution stattfinden kann. Dritter Aspekt der Replizierbarkeit ist, dass mit zunehmender Zahl der Drucker der Preis für das einzelne Gerät sinken könnte.

## Funktionsweise

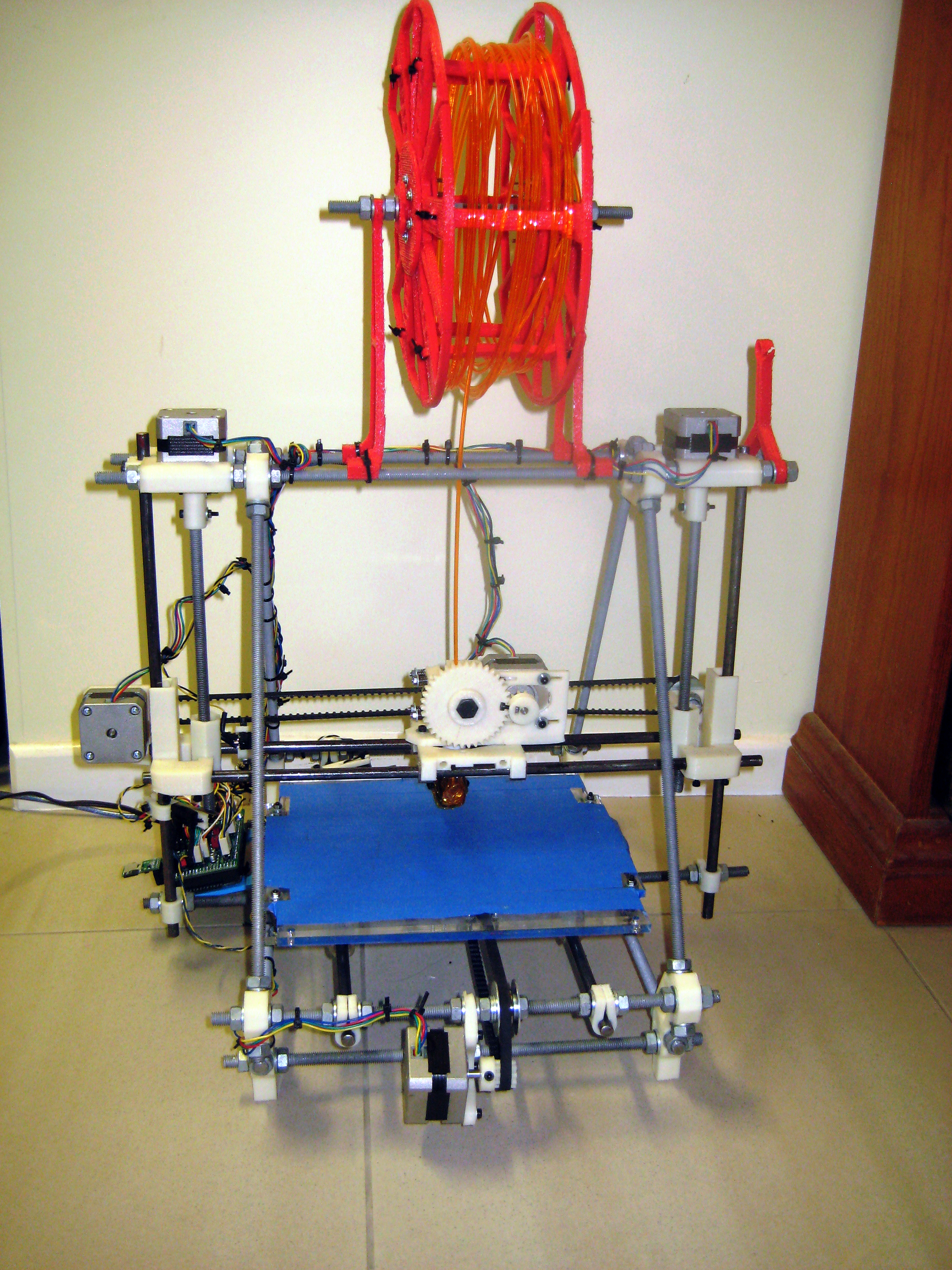
RepRap Prusa Mendel mit aufgesetzter Filament-Spindel

Der RepRap arbeitet nach dem Prinzip der Schmelzschichtung, und die Dokumentation wurde erstmals im Jahr 2008 veröffentlicht. Er besteht aus einem entlang der Y-Achse beweglichen Druckbett über dem ein entlang der X- und Z-Achsen beweglicher Druckkopf sitzt; Druckbett und Druckkopf bewegen sich gemeinsam um so die Koordinaten abzufahren, an denen das zu erstellende Objekt Material enthalten soll. Dabei schmilzt er einen dünnen, meist etwa 1,75 mm starken Kunststoffstrang und drückt diesen aus einem Druckkopf mit einer Öffnung von weit unter einem Millimeter. Verwendet werden dabei thermoplastische Kunststoffe wie Polylactide oder Acrylnitril-Butadien-Styrol. Für weitere Lagen hebt sich der Druckkopf um jeweils um die Dicke des aufgetragenen Materials an.

## Entwicklung

### Darwin

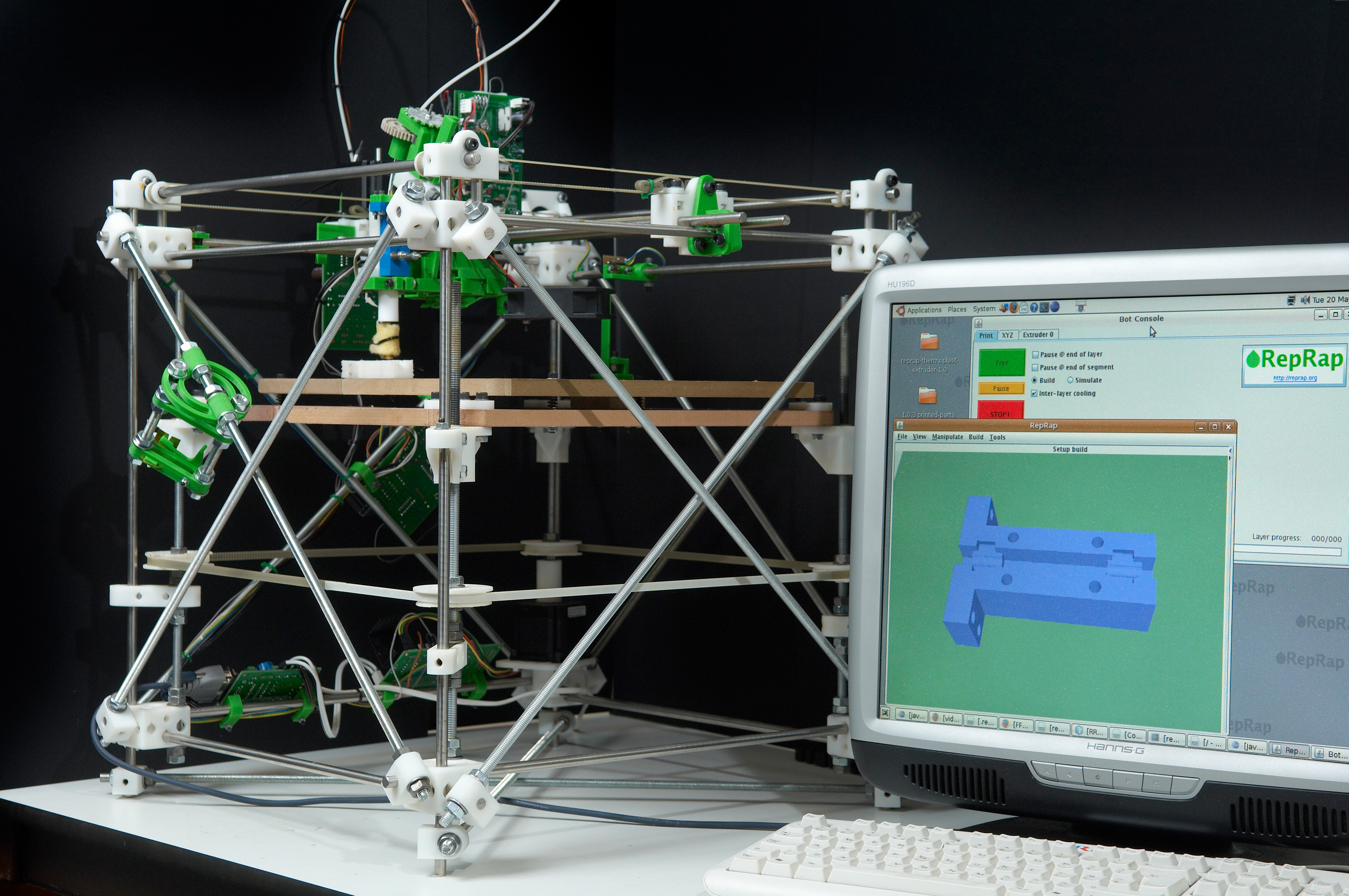
Reprap Darwin

Im September 2006 erstellte der Prototyp des RepRap 0.2 zum ersten Mal einen Teil seiner selbst, der direkt eingebaut wurde.
Ein RepRap der Version 1.0 („Darwin“) replizierte im Mai 2008 erstmals alle seine Kunststoffbauteile selbst. Weitere Bauteile kosten im Baumarkt etwa 400 €. Da Erweiterungen und Verbesserungen aber von der Maschine selbst hergestellt werden können, sobald die entsprechenden Teile am Computer entworfen wurden, kann man die Maschine selbst immer auf den neuesten Stand bringen, ähnlich wie bei Software-Updates.
Der erste Nachkomme hatte nach einigen Minuten das Teil eines weiteren RepRap ausgedruckt.

### Mendel

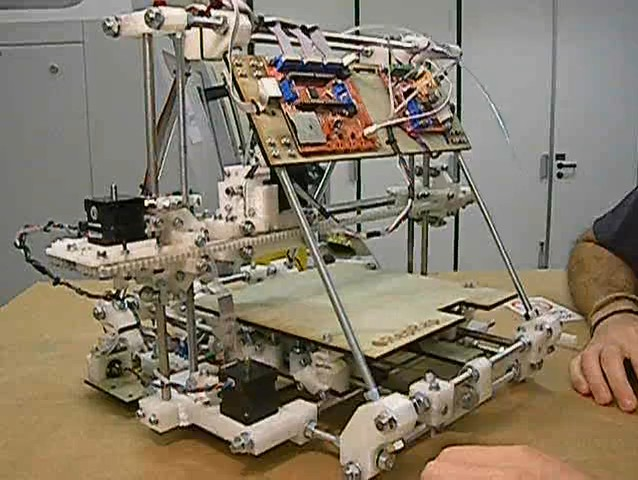
RepRap Mendel

Im Oktober 2009 wurde die Version 2 (Mendel) veröffentlicht. Die dritte Version ist eine verkleinerte Version von Mendel und soll sich dadurch schneller und kostengünstiger replizieren lassen.
Dieses Modell verfügt über ein Maschinenbett, das im Gegensatz zum Vorgänger nicht in der Höhe verfahren kann, dafür fährt es allerdings auf der Y-Achse. Der Druckkopf hingegen verfährt dabei auf der X- und Z-Achse. Die Bauform ist kompakter und benötigt weniger Material zur Herstellung.

### Prusa Mendel (Iteration 1)

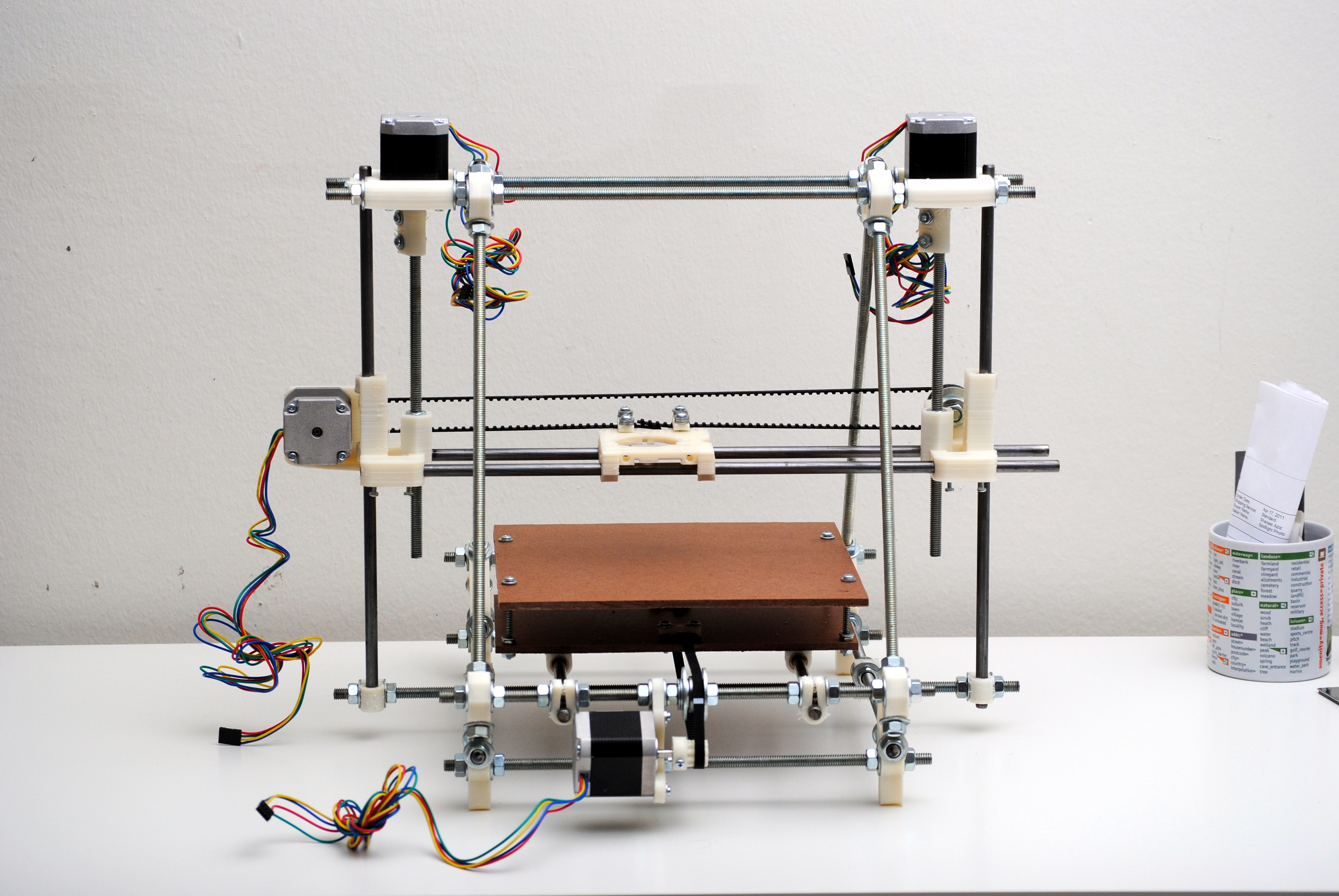
Prusa Mendel v1

Das Modell Prusa Mendel ist im Funktionsumfang der klassischen Mendel sehr ähnlich und auf deren Konzept aufbauend, jedoch wesentlich einfacher im mechanischen Aufbau.

### Prusa Mendel (Iteration 2)

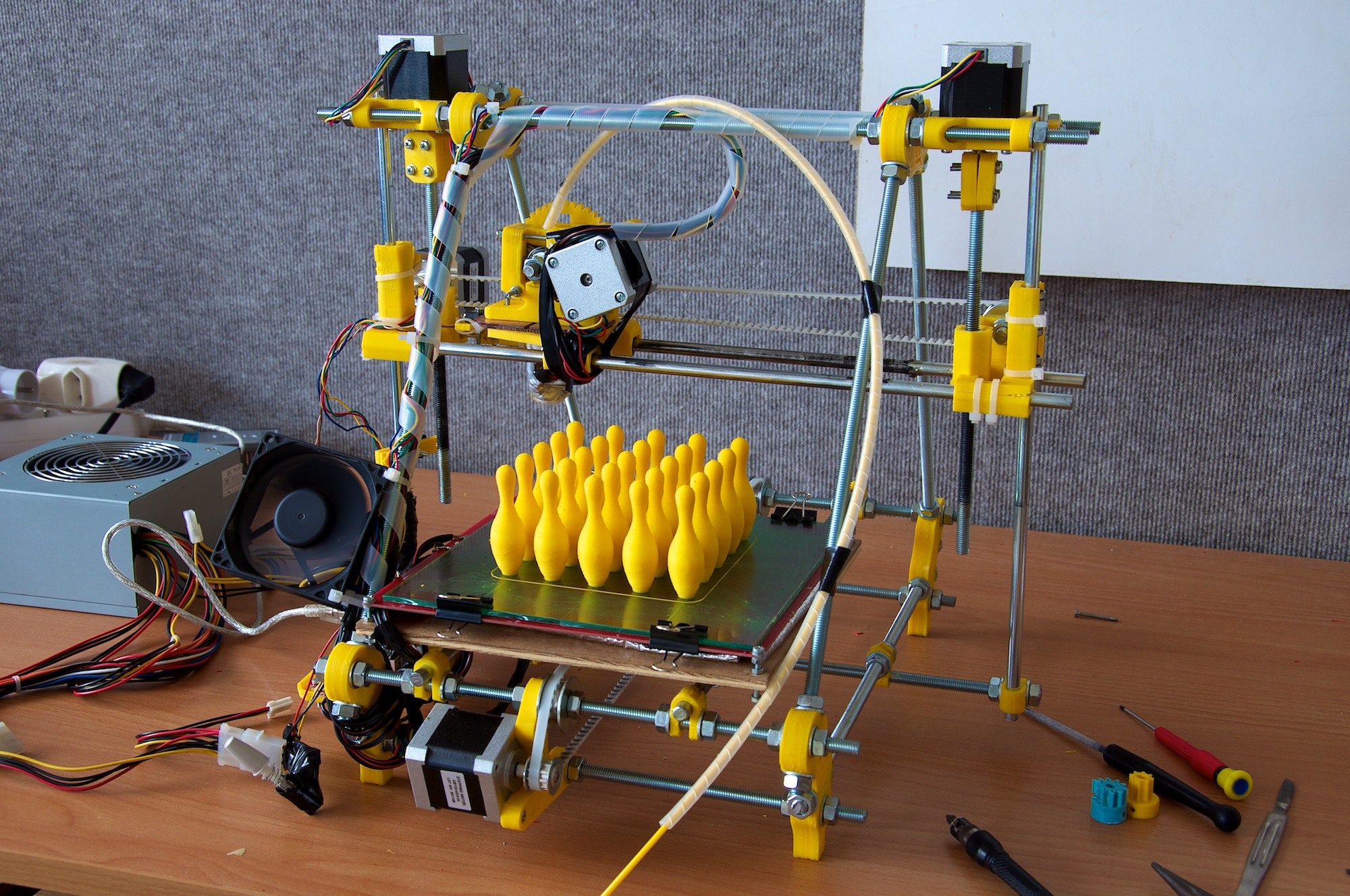
Prusa Mendel v2

Die zweite Iterationschleife wurde im November 2011 abgeschlossen und enthielt Upgrades wie Schnappverschlussteile, eine Minimierung der für die Herstellung und Wartung erforderlichen Werkzeuge und bessere an den Schrittmotoren angebrachte Riemenantriebe sowie LM8UU Linearlager.

### Prusa i3

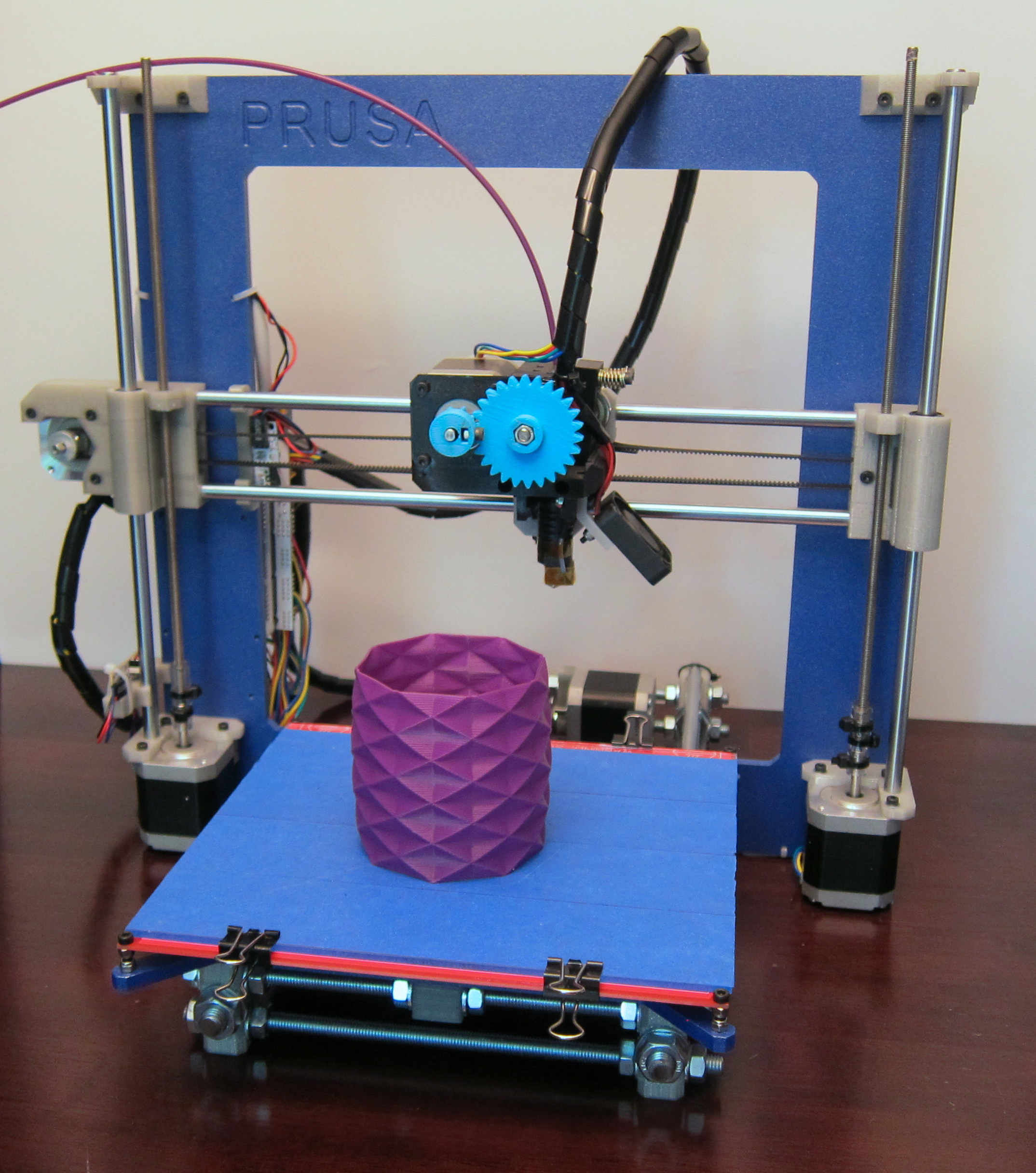
Prusa i3 mit Metallrahmen

Die dritte Iterationsschleife führte im Mai 2012 zum Prusa i3 und im Mai 2016 zu dessen Variante Prusa i3 MK2.

### Rostock
Anders als bei den 3D-Druckern Mendel und Darwin wird beim Rostock der Extruder nicht über ein Schienensystem, sondern mithilfe von drei Armen bewegt. Die drei Arme werden dabei durch jeweils einen Schrittmotor angesteuert, der die Arme über einen Riemen 3-dimensional bewegt.

### Voron

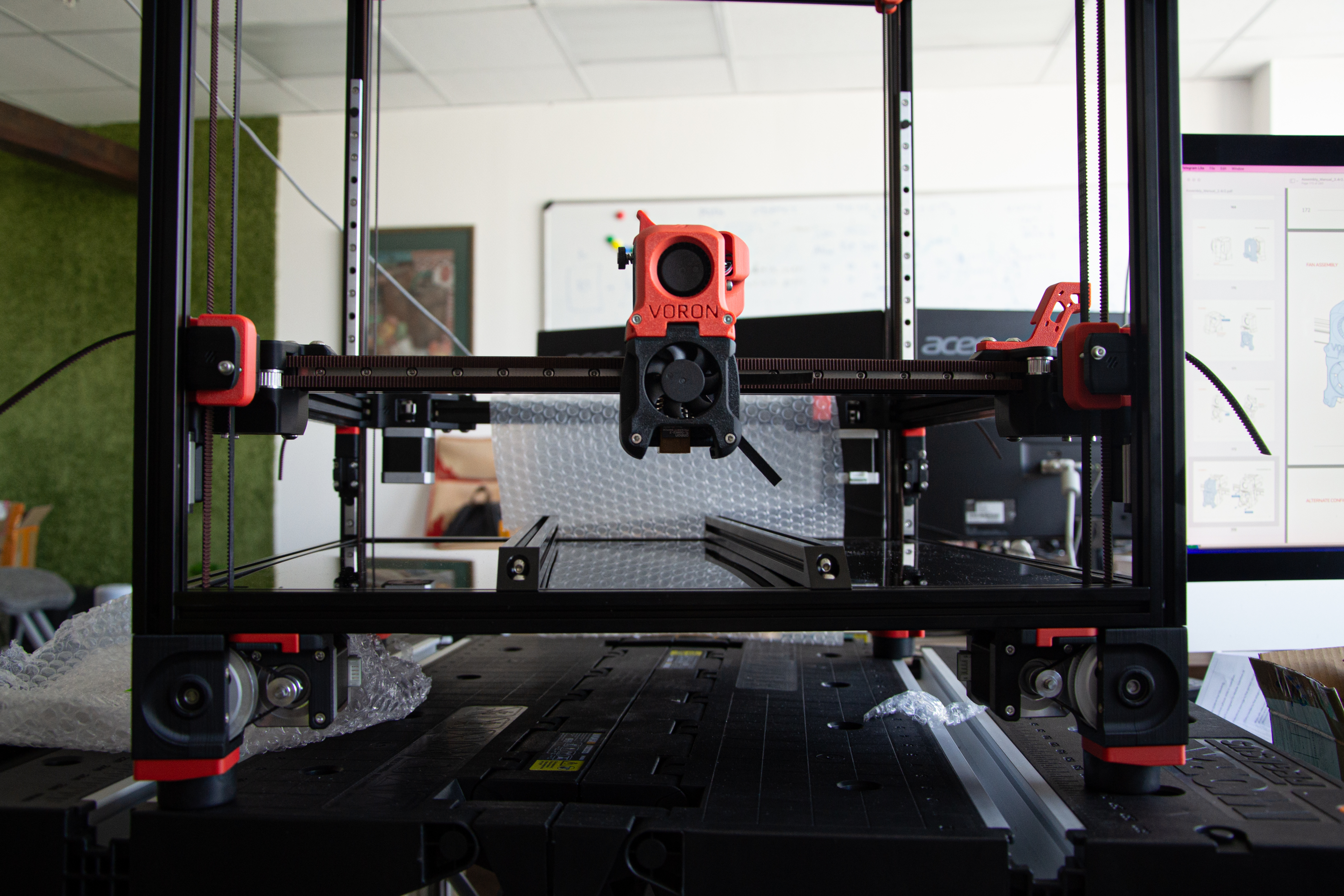
Voron 3D-Drucker

Das Voron-Projekt wurde 2015 ins Leben gerufen, als sich eine Gruppe von Ingenieuren das Ziel setzte, einen kompromisslosen RepRap-3D-Drucker zu entwickeln. Seitdem hat das Projekt kontinuierlich Fortschritte gemacht und bietet heute Pläne für mehrere High-End-Modelle an. Das Voron-Team selbst stellt keine Drucker zum Verkauf her, sondern veröffentlicht ausschließlich die Baupläne und Dokumentationen, um die Open-Source-Philosophie zu fördern und eine breite Community-Unterstützung zu ermöglichen.
Die verschiedenen Modelle der Voron-Serie bieten unterschiedliche Druckvolumen und Leistungsmerkmale, um den individuellen Bedürfnissen der Benutzer gerecht zu werden. Die gegenüber den früheren RepRap-3D-Druckern vorrangig auf die eine CoreXY-Kinematik. Die Ingenieure hinter dem Voron-Projekt legen großen Wert auf Qualität, Genauigkeit und Zuverlässigkeit, wodurch die Drucker sowohl bei Hobbyisten als auch bei professionellen Anwendern sehr geschätzt werden.
Ein weiteres bemerkenswertes Merkmal des Voron-Projekts ist das „Print it Forward“-Programm, das den Wissensaustausch und die Zusammenarbeit innerhalb der Community fördert, indem essentielle 3D-gedruckte Teile von einem Voron-Besitzer für andere angefertigt werden können. Außerdem gibt es eine große, aktive Community auf Discord, die zum Austausch beiträgt und Hilfestellung bei vielen Fragen bietet.

## Modifikationen
Ein Heizbett kann die Qualität der Produkte verbessern: Bei der Verarbeitung von Acrylnitril-Butadien-Styrol kommt es bei großen Teilen zum Verzug. Um das zu verhindern, wird die Druckfläche beheizt. Die aktuelle Elektronik sowie die aktuelle Software sind darauf schon eingerichtet.
Seit etwa Mitte 2011 findet eine rapide Erweiterung der Modellvielfalt statt. Mitte 2013 gab es etwa 500 bekannte Variationen. Die zentral organisierte Entwicklung eines gemeinsamen Druckermodells wurde dagegen weitgehend aufgegeben. Der Vertrieb, insbesondere der benötigten Elektronik findet derzeit (Mitte 2013) über etwa 100 eigenständige, in quasi allen Teilen der Erde ansässigen Internet-Shops statt.
Da die Herstellung sich selbst replizierender Drucker nur geringe handwerkliche Fertigkeiten erfordert und Veränderungen oder gar Neuentwürfe sehr schnell ausprobiert werden können, ist ein baldiges Ende dieser Entwicklung nicht abzusehen. Ebenso gibt es bereits Entwürfe von Druckern, die ein anderes Verfahren als das der Schmelzschichtung verwenden. Weiterentwickelte Versionen des RepRap sollen auch Teile der Elektronik, z. B. die Leiterplatten herstellen können.
Bis 2023 hat das RepRap-Projekt erheblich zum aktuellen Ökosystem der 3D-Drucktechnologie beigetragen. Im Vergleich dazu kostete es im Jahr 2008 etwa 500 €, um einen einfachen 3D-Drucker selbst zu bauen. 15 Jahre später, also 2023, gibt es trotz Inflation zahlreiche kostengünstige Bausätze für zuverlässige Drucker mit beheizter Druckplatte für unter 250 €. Die RepRap-Community hat sich insofern weiterentwickelt, als dass Modifikationen an bestehenden Systemen vorgenommen und von Herstellern in ihre Selbstbau-Sets integriert werden.
Das klassische RepRap-Modell, bei dem man eigene Teile beschafft, ist heute kaum noch anzutreffen. Das Voron-Projekt bietet jedoch einen Druckservice, bei dem essentielle 3D-gedruckte Teile von einem anderen Voron-Besitzer angefertigt werden können. Alle weiteren Teile (Profile, Mechanik, Elektronik) können entweder selbst beschafft oder als Set von Drittherstellern erworben werden.